# 小松 (中国の小説家)
小松（しょうそん、1912年10月4日 - ）は満洲国を中心に活動した中国の小説家である。本名は趙孟原（ちょうもうげん）または趙樹全（ちょうじゅぜん）。筆名は夢園、白野月、MYなど。

## 略歴
1912年10月4日、遼寧省黒山県大虎鎮に生まれる。幼少時期は湖南省武漢で過ごす。のち、奉天のミッション系学校文会学院西洋文学科に入いる。在学中から「満洲報」、「泰東日報」紙上に作品を投稿し、1932年には鄧雪萍らと白光社をつくり奉天公報社から雑誌『白光』を発行している（三期で停刊）。
1934年、文会学院を卒業すると奉天の『民声晩報』に入り、同期の王秋蛍と『民声晩報』文芸副刊『文学周報』を編集した。1935年、大連「満洲報」入社。1937年1月発刊の副刊「文芸専頁」を編集するも同社が倒産したため新京にうつり、「明明」、「芸文志」、「満洲映画」といった雑誌の編集をしつつ、長編小説『無花的薔薇』や文芸盛京賞受賞作『北帰』や短編小説集『蝙蝠』などの数多くの作品を執筆した。古丁と文学活動をともにすることが多かったことから、かれは古丁を中心としたいわゆる芸文志派のひとりとされる。
満洲国崩壊後の中国国民党統治時期には満洲新聞跡地に設立された「中国新聞」編集長に就いたものの国共内戦がはじまるとすぐさま長春を去って錦州にうつり、反右派闘争、文化大革命の不遇の時期を経て1982年に名誉回復し、1993年には錦州に健在。

## 年譜
- 1912年、遼寧省黒山県大虎鎮に生まれる。
- 1932年、白光社組織。奉天公報社から雑誌「白光」発行。
- 1934年、文会学院西洋文学科卒業。奉天の「民声晩報」入社。副刊「文学周報」編集。
- 1935年、大連「満洲報」入社。
- 1937年、副刊「文芸専頁」編集。年末、同社倒産のため新京にうつり「明明」創刊に参加。
- 1938年、弘報処企画訪日記者団の一員として来日。満洲雑誌社「満洲映画」（1941年「電影画報」と改称）編集長。
- 1939年、「芸文志」創刊に参加。
- 1941年、芸文書房副社長。『北帰』が文芸盛京賞受賞。
- 1946年、中国新聞編集長。
- 1947年、錦州の鉄路小学校教員。
- 1948年、鉄路局文書科「鉄路公報」編集。年末、鉄路印刷所。
- 1982年、不遇の時期を経、名誉回復。

## 作品

### 長編小説
- 『無花的薔薇』（東方国民文庫、1940年、1938年6月『泰東日報』連載）
- 『北帰』（芸文志事務会、1941年3月16日）

### 短編集
- 『蝙蝠』（城島文庫、満洲雑誌社、1938年）
- 『人和人們』（芸文書房、1942年）
- 『苦瓜集』（興亜社新現実文芸叢書、1943年）
- 『野葡萄』（出版社不詳、出版年不詳）

### 詩集（新詩）
- 『木筏』（満洲雑誌社詩歌叢刊、1938年）